# شوهر وفادار
شوهر وفادار (انگلیسی: The Virtuous Husband) فیلمی در ژانر معمایی به کارگردانی وین مور محصول سال ۱۹۳۱ کشور ایالات متحده آمریکا است..

## بازیگران
- الیوت نیوجنت در نقش Daniel Curtis
- بتی کامپسن در نقش Inez Wakefield
- جین آرتور در نقش Barbara Olwell
- تالی مارشال در نقش Ezra Hunniwell
- J. C. Nugent در نقش Mr. Olwell
- Alison Skipworth در نقش Mrs. Olwell
- Eva McKenzie در نقش Hester
- ویلی بست در نقش Luftus